# زانکت ماریان بای نویمارکت
زانکت ماریان بای نویمارکت (به آلمانی: Sankt Marein bei Neumarkt) یک منطقهٔ مسکونی در اتریش است که در مورو واقع شده‌است. زانکت ماریان بای نویمارکت ۵۴٫۶۶ کیلومتر مربع مساحت دارد ۸۳۰ متر بالاتر از سطح دریا واقع شده‌است.